# مركز الدراسات العربية المعاصرة
مركز الدراسات العربية المعاصرة في جامعة جورجتاون في واشنطن دي سي عاصمة الولايات المتحدة، هو أفضل مركز أكاديمي في أمريكا لدراسة قضايا الوطن العربي المعاصرة ويتميز بتركيزه على دراسة العالم العربي المعاصر وفيه أحسن قسم للغة العربية أيضاً. المركز هو جزء من مدرسة «إدموند أ. والش» لدراسات الديبلوماسية بجامعة جورجتاون.

## التأسيس
تأسس هذا المركز عام 1975 بهدف توسيع وإثراء الدراسات الأكاديمية والبحث العلمي حول العالم العربي. ومن بين ابرز الأساتذة المؤسسين حنا بطاطو وهشام شرابي. ومن بين المديرين السابقين للمركز مايكل سي. هدسون، وباربرا ستوواسير، وإبراهيم إبراهيم. الأستاذة روشيل ديفيس هي المدير الحالي للمركز.

## نبذة
يقدم المركز درجة الماجستير في الدراسات العربية وكذلك شهادات في الدراسات العربية للطلاب البكالوريوس وطلاب الدراسات العليا. المركز لديه أيضًا شهادات مشتركة مع كلية الحقوق. يمكن لطلاب الماجستير في الدراسات العربية أيضًا الحصول على شهادات في عدد من البرامج الأخرى بما في ذلك دبلوماسية الأعمال الدولية وحالات طوارئ اللاجئين والإنسانية. فالمركز يوفر الفرصة للطلاب ليتخصصوا في الشؤون العربية ويقدم لهم فرصاً لمن لديهم اهتمامات دولية للحصول على درجة من المعرفة بالعالم العربي. ويجذب المركز عدداً وافراً من المسؤولين الأمريكيين حيث يشاركون في حضور المحاضرات والندوات.

## التمويل
يتم تمويل المركز من الجامعة ومن بعض الجهات المانحة من القطاع الخاص. منذ عام 1997، عمل المركز كنواة للموارد بجامعة جورج تاون حول الشرق الأوسط وشمال إفريقيا، بتمويل من وزارة التعليم الأمريكية.
يستضيف المركز كراسي من عمان والكويت والإمارات العربية المتحدة، بالإضافة إلى كرسي في التنمية البشرية.